# Mitsubishi Galant Lambda
Mitsubishi Galant Lambda – kompaktowy samochód osobowy produkowany przez japońską firmę Mitsubishi w latach 1976–1983. Dostępny jako 2-drzwiowe coupé. Następca modelu Galant GTO. Do napędu używano silników R4, w tym jednostek turbodoładowanych. Moc przenoszona była na oś tylną poprzez 5-biegową manualną lub 3-biegową automatyczną skrzynię biegów. Został zastąpiony przed model Starion.

## Dane techniczne ('79 Lambda 1600 SL)

### Silnik
- R4 1,6 l (1598 cm³), 2 zawory na cylinder, SOHC
- Układ zasilania: gaźnik
- Średnica cylindra × skok tłoka: 76,90 mm × 86,00 mm
- Stopień sprężania: 8,5:1
- Moc maksymalna: 89 KM (66 kW) przy 5000 obr./min
- Maksymalny moment obrotowy: 133 N•m przy 3000 obr./min

### Osiągi
- Przyspieszenie 0-100 km/h: b/d
- Prędkość maksymalna: 155 km/h

## Dane techniczne ('79 Lambda 2000 GSL Super)

### Silnik
- R4 2,0 l (1995 cm³), 2 zawory na cylinder, SOHC
- Układ zasilania: gaźnik
- Średnica cylindra × skok tłoka: 84,00 mm × 90,00 mm
- Stopień sprężania: 8,5:1
- Moc maksymalna: 107 KM (78 kW) przy 5400 obr./min
- Maksymalny moment obrotowy: 163 N•m przy 3500 obr./min

### Osiągi
- Przyspieszenie 0-100 km/h: b/d
- Prędkość maksymalna: 165 km/h